# N.O.R.E. (álbum)
| Críticas profissionais        | Críticas profissionais |
| Avaliações da crítica         | Avaliações da crítica  |
| Fonte                         | Avaliação              |
| ----------------------------- | ---------------------- |
| Allmusic                      | [ 1 ]                  |
| Rap Pages (9/98, p.119)       | [ 2 ]                  |
| The Source (8/98, pp.166-167) | [ 3 ]                  |

N.O.R.E. é o álbum solo de estreia do rapper Noreaga (também conhecido como N.O.R.E.). Foi lançado em 14 de Julho de 1998. N.O.R.E. abriu com vendas de 163,000 cópias na sua semana de lançamento e eventualmente ganhou disco de platina. O álbum contém o hit single "Superthug" que chegou ao número 36 na Billboard Hot 100 e número 1 na parada Hot Rap Singles.
A faixa "The Change" encontrou nova fama após o até então rapper underground 50 Cent foi filmado fazendo um improviso sobre o seu instrumental. A canção "N.O.R.E." também foi apresentada na trilha sonora do popular video game Grand Theft Auto: Liberty City Stories.

## Track listing
| #  | Title                   | Featured guest(s)                             | Producer       | Length |
| -- | ----------------------- | --------------------------------------------- | -------------- | ------ |
| 1  | The Jump Off            |                                               |                | 0:46   |
| 2  | Banned from T.V.        | Big Pun, Nature, Cam'ron, Jadakiss & Styles P | Swizz Beatz    | 4:41   |
| 3  | I Love My Life          | Carl Thomas                                   | EZ Elpee       | 4:50   |
| 4  | N.O.R.E.                |                                               | Trackmasters   | 2:55   |
| 5  | Hed Interlude           |                                               |                | 0:58   |
| 6  | Hed                     | Nature                                        | Trackmasters   | 4:48   |
| 7  | It's Not a Game         | Maze & Musalini                               | SPK            | 4:17   |
| 8  | Fiesta                  | Kid Capri                                     | Trackmasters   | 3:38   |
| 9  | 40 Island               | Kool G Rap & Musalini                         | Marley Marl    | 4:36   |
| 10 | The Way We Live         | Chico DeBarge                                 | L.E.S.         | 4:18   |
| 11 | Animal Thug Interlude   |                                               |                | 1:22   |
| 12 | The Change              |                                               | Kurt Gowdy     | 3:32   |
| 13 | Superthug               |                                               | The Neptunes   | 5:00   |
| 14 | Da Story                | Maze                                          | L.E.S.         | 4:31   |
| 15 | Mathematics (Esta Loca) |                                               | Clue & Duro    | 3:26   |
| 16 | The Assignment          | Busta Rhymes, Spliff Star, and Maze           | Nashiem Myrick | 4:26   |
| 17 | Body in the Trunk       | Nas                                           | Dame Grease    | 3:49   |
| 18 | One Love                |                                               | Poke           | 5:13   |
| 19 | Outro                   |                                               |                | 1:01   |

## Samples
I Love My Life
- "I Need Your Lovin'" de Alyson Williams

It's Not a Game
- "Cuando Vayas Conmigo" de José José

Mathematics (Esta Loca)
- "Black and White de Three Dog Night
- "The Choice Is Yours (Revisited)" de Black Sheep

Superthug
- "Heart of Glass" de Blondie

The Assignment
- "Take the Time to Tell Her" de Jerry Butler

The Way We Live
- "Insatiable Woman" de Isley-Jasper-Isley

40 Island
- "Rikers Island" de Kool G. Rap

## Singles
- "N.O.R.E." (1998)
- "Superthug" (1998, #36 US)
- "Banned from T.V." (1998)